# Schloss Vaduz

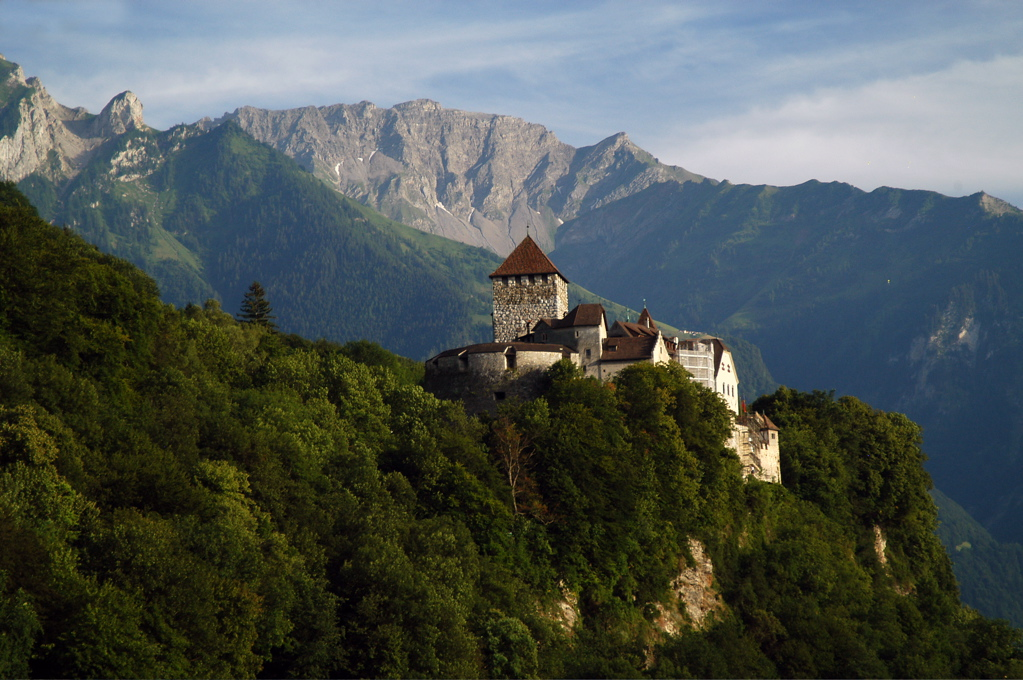
Schloss Vaduz

Het Schloss Vaduz (Nederlands: Kasteel Vaduz) is het officiële verblijf van de vorst van Liechtenstein. Sinds 1989 is dat Hans Adam II. Het torent uit boven Vaduz, de hoofdstad van Liechtenstein.
De vroegste vermelding van het kasteel is te vinden in een oorkonde van de graaf Rudolf von Werdenberg-Sargans voor een verpanding aan Ulrich von Matsch. De toenmalige bezitters – waarschijnlijk ook de bouwers – waren de graven van Werdenberg-Sargans.
De Bergfried (12e eeuw) en de gedeelten aan de oostzijde zijn het oudst. De toren staat op een grondstuk van ca. 12 × 13 m en heeft een muurdikte op de begane grond van tot 4 meter. De oorspronkelijke ingang lag aan de Hofzijde op 11 meter hoogte. De kapel St. Anna is waarschijnlijk in de late middeleeuwen gebouwd. Het hoofdaltaar is laat-gotisch. In de Schwabenoorlog van 1499 werd het kasteel door de eedverbondenen van Zwitserland afgebrand. Van 1529 tot 1532 werden de rondellen gebouwd. De westelijke kant werd door graaf Kaspar van Hohenems (1613-1640) uitgebouwd.
Sinds 1712 is het kasteel in het bezit van de vorsten van Liechtenstein. Van 1712 tot 1732 diende het kasteel nog als landvoogdijcentrum, maar het grootste gedeelte van het gebouw verviel toch. Onder vorst Johannes II (1840-1929) wordt het kasteel van 1905 tot 1912 gerestaureerd en later onder vorst Frans Jozef II (1906-1989) ter bewoning uitgebouwd.
Sinds 1938 is het kasteel de vaste woonplaats van de vorstelijke familie. Het kasteel kan niet bezocht worden.